# Орден Солнца (Афганистан)
Орден Солнца — высшая государственная награда Королевства Афганистан.

## История
Орден Солнца, как высшая государственная награда, был учреждён в 1920 году королём Афганистана Амануллой-ханом. Первоначально орден вручался исключительно за военные заслуги, однако высшая степень ордена — орденская цепь, вручалась главам и монархам иностранных государств.
В 1973 году орден был отменён.
Орден имел 4 степени:
- Орденская цепь со знаком и звезда ордена
- Знак ордена на широкой чрезплечной ленте и звезда ордена
- Знак ордена на шейной ленте и звезда ордена
- Знак ордена на нагрудной ленте

Также имелась медаль ордена «За заслуги».

## Описание ордена
Знак ордена представляет собой серебряный лавровый венок, внизу перевязанный бантом, окружающий золотое изображение головного убора эмира с прикреплённой серебряной звездой в виде солнца.
Знак высшей степени прикреплён к орденской цепи, состоящей из звеньев в виде уменьшенной звезды ордена.
Звезда ордена 1 класса серебряная многолучевая и многоступенчатая. 16-лучевая звезда с прямыми лучами наложена на 16-лучевую звезду с более узкими прямыми лучиками, которая в свою очередь наложена на 32-лучевую звезду с округлыми лучиками. В центре звезды золотой медальон с гербом государства.
Знак ордена 1 класса крепился к банту чрезплечной ленты темно-синего цвета с красной полосой по центру.
Звезда ордена второго класса представляла собой восьмиконечную позолоченную звезду с центральным медальоном в виде государственного герба.
| Планка до 1960 года | Планка с 1960 года |
|                     |                    |